# Liste von Bauwerken in Česká Kamenice
Die Liste von Bauwerken in Česká Kamenice beinhaltet die bedeutendsten Bauten der modernen Architektur aus der Zeit von 1860 bis 1932 in Česká Kamenice. Die aufgeführten Gebäude geben einen Überblick über die Architekturgeschichte der letzten 150 Jahre und ihre Architekten, sie führen den Betrachter durch die Architekturstile dieser Periode. Nur wenige dieser Bauten stehen unter Denkmalschutz. Diese Liste ergänzt die Liste der denkmalgeschützten Objekte in Česká Kamenice.
Das Zentrum der Stadt ist 1992 zu einer städtischen Denkmalzone erklärt worden. Dort befinden sich die historischen Bauwerke, die unter Denkmalschutz stehen.

## Liste von Bauwerken in Česká Kamenice-Böhmisch Kamnitz
Die bedeutendsten moderneren Bauwerke sind in dieser Liste zusammengestellt. Gebäude, die unter Denkmalschutz stehen, sind mit der ÚSKP-Nr. der Zentralen Liste der Kulturdenkmale der Tschechischen Republik (Ústřední seznam kulturních památek České republiky) gekennzeichnet.
| Lage                                                       | Objekt                                                       | Architekt                                                               | Baujahr                 | Beschreibung | ÚSKP-Nr.                  | Bild                                                         |
| ---------------------------------------------------------- | ------------------------------------------------------------ | ----------------------------------------------------------------------- | ----------------------- | --- | ------------------------- | ------------------------------------------------------------ |
| nám. Míru 219 (Standort)                                   | Rathaus                                                      |                                                                         |                         | Umbau 1846/47 im Stil des Klassizismus, Bezirksgericht von 1855 bis 1948 | 33752/5-3623 Info Katalog | weitere Bilder                                               |
| nám. Míru 218 (Standort)                                   | Sparkasse (Česká spořitelna)                                 |                                                                         |                         | Sparkasse |                           | weitere Bilder                                               |
| nám. Míru 272 (Standort)                                   | Ehem. Sparkasse                                              |                                                                         | 1895-1897               | Ehem. Sparkasse im Stil der Neorenaissance mit einer Ritterfigur und zwei Skulpturen (Industrie und Handel) | 51504/5-5927 Info Katalog | weitere Bilder                                               |
| Lipová 601 (Standort)                                      | Schloss Böhmisch Kamnitz (Zámek Česká Kamenice)              |                                                                         |                         | Schloss Böhmisch Kamnitz | 19408/5-3615 Info Katalog | weitere Bilder                                               |
| Tyršova 35 (Standort)                                      | Herrenhaus Saalhausen (Salhausenský zámek)                   | Jan Jiří Kačinka                                                        | 1520, Umbau 1769        | Stadtschloss – Herrenhaus Saalhausen, ab 1769 als Spital genutzt, ab 1908 Stadtmuseum | 36752/5-3620 Info Katalog | weitere Bilder                                               |
| Tyršova 350 (Standort)                                     | Armenhaus (Chudobinec)                                       | Ignaz Ullmann (1822–1897)                                               | 1871/72                 | errichtet im neogotischen Stil, ab 1872 Armenhaus, gestiftet vom Unternehmer Franz Preidl von Hassenbrunn (1810–1889), jetzt von der Caritas genutzt | 51986/5-5932 Info Katalog | Armenhaus (Chudobinec)                                       |
| Dvořákova 55 (Standort)                                    | Ehem. Hotel Stern                                            |                                                                         |                         | Hotel Stern, jetzt Hostinec |                           | Ehem. Hotel Stern                                            |
| nám. Míru 208 (Standort)                                   | Ehem. Hotel Schwarzes Ross                                   |                                                                         | 1897                    | Hotel Schwarzes Ross, jetzt Hotel Slavie |                           | Ehem. Hotel Schwarzes Ross                                   |
| Jakubské náměstí 110 (Standort)                            | Dekanat                                                      |                                                                         | 1711                    | Dekanatsgebäude, 1836 nach Brand erneuert, ohne Denkmalschutz | Wikidata-Objekt anzeigen  | weitere Bilder                                               |
| Jakubské náměstí (Standort)                                | Jakobuskirche                                                | Baumeister Seiffert                                                     | 1552–1555               | Katholische Dekanatskirche des hl. Jakobus der Ältere mit Kirchturm und Grabsteinen | 14262/5-3610 Info Katalog | weitere Bilder                                               |
| Husova, 5. května, Žižkova (Standort)                      | Evangelische Kirche                                          | F. Gruss                                                                | 1929/30                 | Evangelische Jesus-Christus-Kirche, nach 1945 von der Tschechischen Evangelischen Kirche genutzt, von 1968 bis 1970 Umbau zur Trauerhalle. Dabei wurden Kanzel, Altar, Bänke und die ursprünglichen Glasfenster mit religiösen Motiven und deutschen Inschriften entfernt.                                                                | 102358 Info Katalog       | weitere Bilder                                               |
| U kaple, Žižkova (Standort)                                | Wallfahrtskapelle Maria Geburt (Kaple Narození Panny Marie)  | Jakob Schwarz (1685–1766), nach Entwurf von Octavio Broggio (1670–1742) | 1736–1739, 1885 (Umbau) | Wallfahrtskapelle Maria Geburt | 16027/5-4112 Info Katalog | weitere Bilder                                               |
| U kaple (Standort)                                         | Grabkapelle des Franz Preidl (Hrobka rodiny Preidl)          |                                                                         | 1868                    | Grabkapelle des Unternehmers Franz Preidl von Hassenbrunn (1810–1889) | 16027/5-4112 Info Katalog | weitere Bilder                                               |
| U kaple 494 (Standort)                                     | Ehem. Pfarr- und Pilgerhaus                                  |                                                                         |                         | ehem. Pfarr- und Pilgerhaus, jetzt Wohnhaus für Behinderte |                           | Ehem. Pfarr- und Pilgerhaus                                  |
| Lidická 320 (Standort)                                     | Villa Josef Dörre                                            |                                                                         | 1904                    | Villa des Glasfabrikanten Josef Dörre |                           | BW                                                           |
| 5. května 527, 599 (Standort)                              | Kreiskrankenhaus                                             | Josef Weinolt                                                           | 1908, Umbau 1937        | ehem. Kreiskrankenhaus |                           | BW                                                           |
| Žižkova 243 (Standort)                                     | Ehem. Spital (Vrchnostenský špitál)                          | Jakob Schwarz                                                           | 1752                    | ehem. Hospital (an der Marienkapelle), erbaut auf Veranlassung von Philipp Joseph Graf Kinsky (1700–1749), jetzt „Starý Klub“ und Gaststätte | 45403/5-3619 Info Katalog | Ehem. Spital (Vrchnostenský špitál)                          |
| Sládkova 344 (Standort)                                    | Ehem. Schützenhaus                                           |                                                                         |                         | ehem. Schützenhaus, jetzt Seniorenwohnanlage |                           | Ehem. Schützenhaus                                           |
| Pivovarská 3 (Standort)                                    | Brauerei (Pivovar Kotouč)                                    |                                                                         |                         | ehem. Brauerei, Brauereikomplex mit Brauereiturm, Siederei, Lager, Kesselhaus und Kamin | 29948/5-3618 Info Katalog | weitere Bilder                                               |
| Štítného 595 (Standort)                                    | Villa                                                        |                                                                         | 1920er Jahre            | Villa |                           | Villa                                                        |
| Mlýnská 61 (Standort)                                      | Ehem. Wohn- und Geschäftshaus von Franz Preidl               |                                                                         |                         | erste Baumwollspinnerei von Franz Preidl (1843) |                           | weitere Bilder                                               |
| Janáčkova 126 (Standort)                                   | Wohn- und Geschäftshaus                                      |                                                                         |                         | Wohn- und Geschäftshaus |                           | Wohn- und Geschäftshaus                                      |
| Janáčkova 127 (Standort)                                   | Wohn- und Geschäftshaus                                      |                                                                         |                         | Wohn- und Geschäftshaus, jetzt Bankgebäude |                           | Wohn- und Geschäftshaus                                      |
| Janáčkova 204 (Standort)                                   | Wohn- und Geschäftshaus                                      |                                                                         |                         | Wohn- und Geschäftshaus im Neorenaissance-Stil | 105956 Info Katalog       | weitere Bilder                                               |
| Kostelní 138 (Standort)                                    | Ehem. Dresdner Bank                                          |                                                                         |                         | Ehem. Dresdner Bank, jetzt Postamt | Wikidata-Objekt anzeigen  | weitere Bilder                                               |
| Náměstí 28. října 177 (Standort)                           | Wohn- und Geschäftshaus                                      |                                                                         | 1909                    | Wohn- und Geschäftshaus, Jugendstil-Haus |                           | BW                                                           |
| Komenského 288 (Standort)                                  | Ehem. Turnhalle (Tělocvična)                                 |                                                                         | 1895/96                 | Turnhalle, jetzt Kulturhaus, von 1897 bis 1945 stand vor der Turnhalle ein Denkmal für Robert Rochlitz (1824–1884), der 1856 die städtische Feuerwehr gegründet hat, die erste Feuerwehr von Österreich-Ungarn. | Wikidata-Objekt anzeigen  | weitere Bilder                                               |
| Komenského 481 (Standort)                                  | Stadtbibliothek (Městská knihovna)                           |                                                                         |                         | Stadtbibliothek und Kunst-Grundschule | Wikidata-Objekt anzeigen  | Stadtbibliothek (Městská knihovna)                           |
| Komenského 360 (Standort)                                  | Bürgerschule für Mädchen (škola dívčí obecná a měšťanská)    |                                                                         | 1881–1883               | ehem. Bürgerschule für Mädchen, jetzt Grundschule und Gymnasium |                           | Bürgerschule für Mädchen (škola dívčí obecná a měšťanská)    |
| Palackého 535 (urspr. Goethestraße) (Standort)             | Bürgerschule für Jungen (škola chlapecká obecná a měšťanská) | Josef Weinolt                                                           | 1909–1911               | ehem. Bürgerschule für Jungen, Haupt- und Realschule der Theresia und Franz Schneider Stiftung, jetzt Grundschule und Gymnasium |                           | Bürgerschule für Jungen (škola chlapecká obecná a měšťanská) |
| Palackého 615 (urspr. Goethestraße) (Standort)             | Stadtbad (Městské lázně)                                     | Zdenko Josef Kral (1877–1953)                                           | 1930–1932               | Stadtbad |                           | Stadtbad (Městské lázně)                                     |
| Komenského 182 (Standort)                                  | Kindergarten (MŠ Komenského)                                 |                                                                         |                         | ehem. Villa, jetzt Kindergarten |                           | Kindergarten (MŠ Komenského)                                 |
| Komenského 491 (Standort)                                  | Villa Karsch (oft auch als Villa Preidl bezeichnet)          |                                                                         | 1895                    | ehem. Villa Franz Karsch; errichtet für Franz Karsch (1866–1934), den Neffen des Unternehmers Franz Preidl (1810–1889) und Erben der Baumwollspinnerei Franz Preidl, und dessen Ehefrau Marie Magdalena Karsch, geb. Hegenbarth (1874–1955), jetzt Kinder- und Jugendhaus.                                                                |                           | weitere Bilder                                               |
| Dukelských hrdinů 328 (urspr. Obere Straße 1) (Standort)   | Villa Franz Preidl (první vila Preidlova)                    |                                                                         |                         | erste Villa und Sitz der Baumwollspinnerei Franz Preidl, später im Besitz von Franz Karsch, 1894 umgebaut und mit historisierender Dekoration versehen, von Säulen mit allegorischen Statuen der Industrie und des Handels getragen sowie achteckigem Wintergarten aus Glas an der Westwand des Gebäudes, jetzt Kinder- und Jugendzentrum | Wikidata-Objekt anzeigen  | weitere Bilder                                               |
| Máchova 513 (urspr. Schillerstraße) (Standort)             | Villa Weinolt                                                | Josef Weinolt                                                           | 1897–1899               | Familienvilla des Baumeisters und Architekten Josef Weinolt aus Böhmisch Leipa, Teil einer Gruppe von drei Jugendstilvillen mit beeindruckender Jugendstilarchitektur, versehen mit Mansarddach und zweistöckigem Eckturm | 101275 Info Katalog       | Villa Weinolt                                                |
| Máchova 301 (Standort)                                     | Villa Franz Matzke                                           | Josef Weinolt                                                           | 1907/08                 | Villa Franz Matzke, Teil einer Gruppe von drei Jugendstilvillen mit beeindruckender Jugendstilarchitektur | 102692 Info Katalog       | Villa Franz Matzke                                           |
| Máchova 311 (Standort)                                     | Villa Heide                                                  | Josef Weinolt                                                           | 1908                    | Villa Heide, Teil einer Gruppe von drei Jugendstilvillen mit beeindruckender Jugendstilarchitektur | 101072 Info Katalog       | Villa Heide                                                  |
| Sokolská stezka 480 (Standort)                             | Villa                                                        |                                                                         |                         | Villa Julius Ahne |                           | BW                                                           |
| Děčínská 354 (Standort)                                    | Villa Franz Pilz                                             |                                                                         |                         | Villa des Textilfabrikanten Franz Pilz (neben seiner Baumwollspinnerei Děčínská 361) |                           | weitere Bilder                                               |
| Děčínská 361 (Standort)                                    | Baumwollspinnerei Franz Pilz                                 |                                                                         |                         | Baumwollspinnerei des Textilfabrikanten Franz Pilz |                           | weitere Bilder                                               |
| Dukelských hrdinů 390 (urspr. Obere Straße 166) (Standort) | Hegenbarth-Wohnhaus                                          |                                                                         |                         | Wohnhaus von Emanuel Hegenbarth sen. (1836–1911), Vater des Malers Emanuel Hegenbarth (1868–1923) |                           | Hegenbarth-Wohnhaus                                          |
| Dukelských hrdinů 391 (urspr. Obere Straße 152) (Standort) | Wohn- und Geschäftshaus der Firma Gebr. Hegenbarth           |                                                                         |                         | Wohn- und Geschäftshaus der Firma Gebrüder Hegenbarth Glasmanufaktur (Franz H. sen. und Anton H. sen.) sowie Wohnhaus von Franz Hegenbarth sen. (1835–1913) und Geburtshaus des Malers Josef Hegenbarth (1884–1962) |                           | Wohn- und Geschäftshaus der Firma Gebr. Hegenbarth           |
| Dukelských hrdinů 392 (Standort)                           | Hegenbarth-Wohnhaus                                          |                                                                         |                         | Wohnhaus von Anton Hegenbarth sen. (1841–1901) und Anton Hegenbarth jun. (1875–1945) |                           | Hegenbarth-Wohnhaus                                          |
| Dukelských hrdinů 396 (Standort)                           | Villa Hegenbarth                                             |                                                                         |                         | Villa Hegenbarth, errichtet um 1883 für Joseph Hegenbarth (1846–1916) und Marie Hegenbarth, geb. Palme (1860–1929), die Eltern von Josef Hegenbarth, jetzt Pension Jehla |                           | weitere Bilder                                               |
| Dukelských hrdinů 530 (Standort)                           | Villa Franz Knappe                                           |                                                                         | 1904/05                 | Jugendstilvilla von Franz Knappe, Besitzer der Baumwollspinnerei in Unter Kamnitz (Dolní Kamenice) |                           | weitere Bilder                                               |
| Na vyhlídce 358 (Standort)                                 | Villa Franz Nožička                                          | Ernst Mühlstein (1893–1968), Victor Führt (1893–1984)                   | 1932                    | Funktionalistische Villa Franz Nožička (auch Noziczka) mit großem, gepflegtem Garten, 1946 enteignet, im Originalzustand erhalten. |                           | Villa Franz Nožička                                          |
| Palackého 141 (Standort)                                   | Villa Rudolf Hübel                                           |                                                                         | 1922/23                 | Villa mit Kachelöfen, Einzäunung und Tor, erbaut für den Textilfabrikanten Rudolf Hübel im neoklassizistischen Stil mit Art-Deco-Elementen, im Jahre 1945 enteignet, jetzt Kindergarten. | 105806 Info Katalog       | Villa Rudolf Hübel                                           |
| Jateční 526/2 (Standort)                                   | Villa                                                        |                                                                         |                         | Villa |                           | Villa                                                        |
| Jateční 522/6 (Standort)                                   | Ehem. Städtisches Kraftwerk (býv. Městská elektrárna)        |                                                                         | 1900                    | ehem. Städtisches Kraftwerk, genaue Lage unklar | Wikidata-Objekt anzeigen  | weitere Bilder                                               |
| Lipová 100 (Standort)                                      | Ehem. Wohn- und Geschäftshaus Pilz                           |                                                                         |                         | Wohn- und Geschäftshaus mit Inschrift „Bäckerei und Kolonialwaren Hermann Pilz und Frieda Pilz“ |                           | Ehem. Wohn- und Geschäftshaus Pilz                           |
| Lipová 804 (Standort)                                      | Wohn- und Geschäftshaus                                      |                                                                         |                         | Wohn- und Geschäftshaus oder Firmensitz |                           | Wohn- und Geschäftshaus                                      |
| Lipová 489 (Standort)                                      | Villa                                                        |                                                                         |                         | Villa |                           | Villa                                                        |
| Lipová 488 (Standort)                                      | Villa                                                        |                                                                         |                         | Villa |                           | Villa                                                        |
| Lužická 425 (Standort)                                     | Villa Robert Fuchs                                           |                                                                         |                         | Ehem. Villa des Papierfabrikanten Robert Fuchs (1854–1925) in Ober Kamnitz (Horní Kamenice), 2021 abgerissen | Wikidata-Objekt anzeigen  | BW                                                           |
| ()                                                         |                                                              |                                                                         |                         | |                           |                                                              |